# Itame umbrifasciata
Itame umbrifasciata är en fjärilsart som beskrevs av George Duryea Hulst 1896. Itame umbrifasciata ingår i släktet Itame och familjen mätare. Inga underarter finns listade i Catalogue of Life.